# 東桑威奇 (麻薩諸塞州)
東桑威奇（英語：East Sandwich）是位於美國麻薩諸塞州巴恩斯特布爾縣的一個普查規定居民點。

## 人口
根據2020年美國人口普查的數據，東桑威奇的面積為19.80平方千米，當中陸地面積為19.47平方千米，而水域面積為0.33平方千米。當地共有人口3669人，而人口密度為每平方千米185.3人。